# 赵兵凯
赵兵凯（1927年1月15日—2020年8月4日），男，河北深县人，中国山水画、连环画、年画画家，美术编辑。生前为天津人民美术出版社编辑，中国美术家协会会员，天津市美术家协会名誉理事。

## 生平
1927年1月15日（1926年腊月十二）生于河北省深县。1947年就读于北平京华艺术专科学校国画科，师从山水画大师吴镜汀。1949年转入华北大学三部学习，同年分配至天津市军事管制委员会文艺处。1950年被选拔到刚成立不久的天津市美术工作者协会。1953年5月调入天津美术工作室，参与创办《天津画报》月刊，并担任编辑组长。1956年，《天津画报》并入天津美术出版社后，任美术编辑。1957年被定为右派，次年下放至郊区劳动。1961年恢复工作，回到天津美术出版社。1987年离休。创作有《红色娘子军》《连心锁》《农奴戟》《新儿女英雄传》等连环画作品。2020年8月4日在天津逝世。

## 出版物
- 赵兵凯. . 天津: 天津人民美术出版社. 2004. ISBN 7-5305-2637-5.
- 赵兵凯. . 天津: 天津人民美术出版社. 2011. ISBN 978-7-5305-4495-2.